# Pro Fide, Lege et Rege

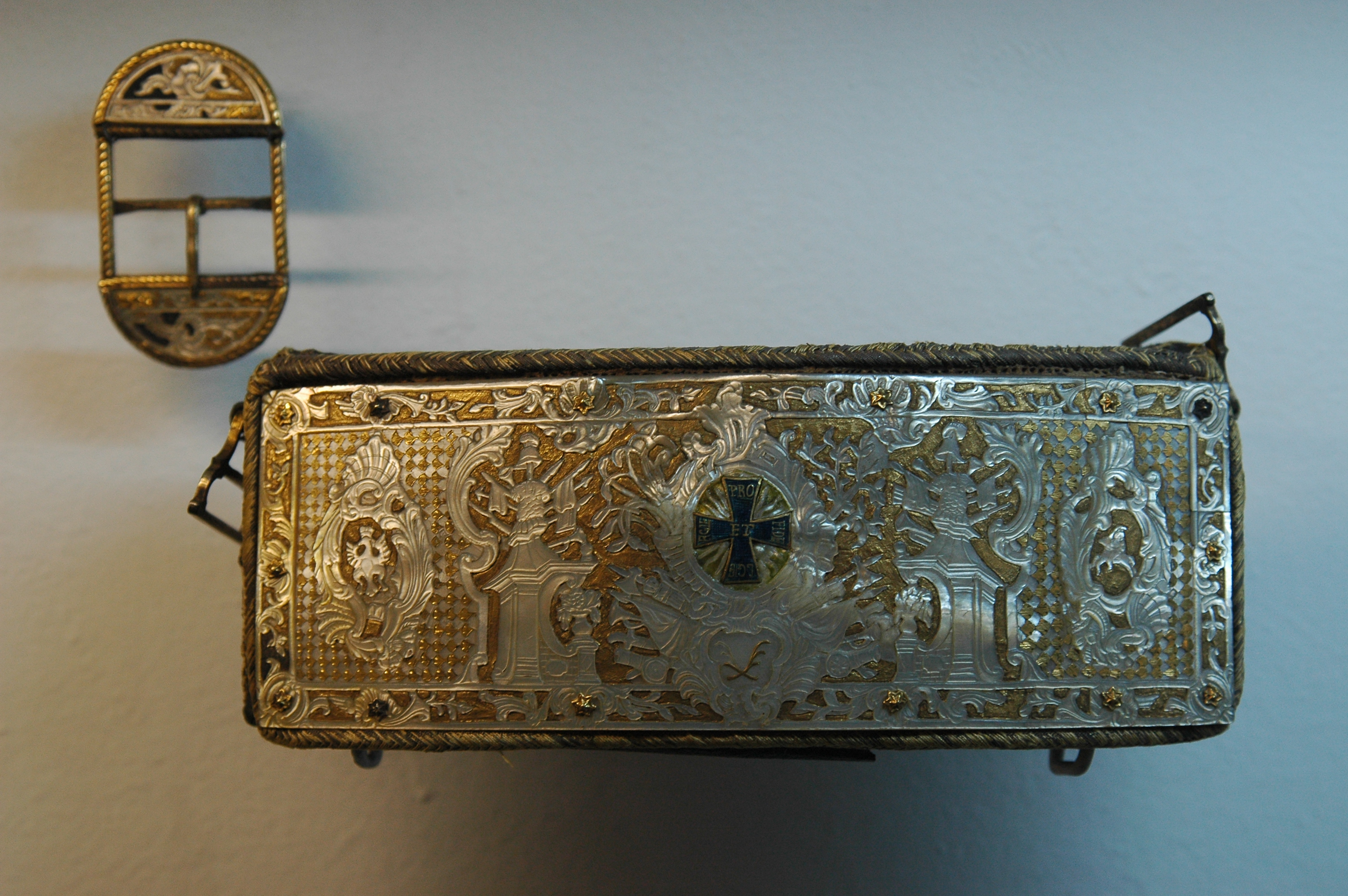
Uma cartucheira da infantaria polonesa do século XVIII, trazendo o lema do Pro Fide, Lege et Rege

Pro Fide, Lege et Rege é uma expressão latina que traduzida para o português significa 'pela fé, pela lei e pelo rei'. Foi o lema da República das Duas Nações no século XVIII e depois da Polônia. Ela substituiu a anterior Si Deus Nobiscum quis contra nos (se Deus está conosco, então quem estará contra nós?) e era colocada em edifícios, equipamentos e decorações militares na Polônia. Permanece sendo o lema da Ordem da Águia Branca, bem como dos monarquistas poloneses.